# Wanda Hendrix
Wanda Hendrix, född 3 november 1928 i Jacksonville, Florida, död 1 februari 1981 i Burbank, Kalifornien, var en amerikansk skådespelare.

## Filmografi i urval
- 1945 – Som hemlig agent
- 1947 – Kvinnan utanför
- 1947 – Välkommen, främling!
- 1947 – Senor Americano
- 1948 – Skratt för miljoner
- 1949 – Kärlekens sång
- 1949 – Skälmarnas furste
- 1953 – Sex män kom tillbaka